# Aeroporto Internazionale Lokapriya Gopinath Bordoloi
L'Aeroporto Internazionale Lokapriya Gopinath Bordoloi (IATA: GAU, ICAO: VEGT) è un aeroporto civile internazionale indiano a servizio della città di Guwahati, dalla quale dista 28 km. L'aeroporto, situato a 49 m s.l.m., dispone di due terminal: il Terminal 1 e il Terminal 2. È dotato di una pista in asfalto con orientamento 02/20 lunga 3.110 metri ed è servito sia da voli domestici che da voli internazionali.